# Nesodexia
Nesodexia is een geslacht van insecten uit de familie van de Bromvliegen (Calliphoridae), die tot de orde tweevleugeligen (Diptera) behoort.

## Soort
- N. corsicana Villeneuve, 1911